# Non Non Biyori
Non Non Biyori (の ん の ん び よ り) là một sê-ri manga Nhật Bản được sáng tác & minh họa bởi Atto. Bộ truyện được đăng nhiều kì trên tạp chí Monthly Comic Alive của Media Factory từ tháng 9 năm 2009 đến tháng 2 năm 2021 và được cấp phép tại Bắc Mỹ bởi Seven Seas Entertainment. Câu chuyện dựa trên cùng bối cảnh với tác phẩm cũ của Atto là Toko-toko & Yume no Yume. Một bộ anime truyền hình dài 12 tập do Silver Link chuyển thể được phát sóng tại Nhật Bản từ tháng 10 đến tháng 12 năm 2013, sau đó được Sentai Filmworks mua bản quyền. Mùa anime thứ hai phát sóng từ tháng 7 đến tháng 9 năm 2015. Một phim anime cũng được công chiếu vào tháng 8 năm 2018, mùa thứ ba phát sóng từ tháng 1 đến tháng 3 năm 2021.

## Cốt truyện
Câu chuyện diễn ra tại một thị trấn nhỏ ở làng quê Asahigaoka, nơi thiếu thốn nhiều tiện nghi mà người thành phố quen thuộc. Đến cửa hàng gần nhất cũng cách tới mấy dặm và một trường học địa phương chỉ có năm học sinh đến từ cả cấp tiểu học lẫn trung học cơ sở khác nhau học chung một lớp. Ichijou Hotaru, một học sinh lớp 5 từ Tokyo chuyển đến trường Asahigaoka, đang thích nghi với cuộc sống nông thôn cùng những người bạn mới của mình.

## Nhân vật

### Nhân vật chính
Ichijō Hotaru (一条 蛍 (Nhất Điều Huỳnh))
Lồng tiếng bởi: Murakawa Rie (tiếng Nhật),  Đám mây đường (tiếng Việt)
Hotaru là một học sinh lớp năm chuyển đến Trường Asahigaoka từ Tokyo do cha cô chuyển công tác. Hotaru khá cao lớn so với tuổi của mình và có tình cảm với Komari đến mức thường xuyên tự may búp bê hình Komari để trang trí phòng. Cô ấy đã đến Asahigaoka vài lần trước đây khi còn nhỏ bởi có họ hàng sống gần đó.
Miyauchi Renge (宮内 れんげ (Cung Nội Liên Hoa))
Lồng tiếng bởi: Koiwai Kotori (tiếng Nhật), Doàn Khánh Ái  (tiếng Việt)
Renge là học sinh lớp một. Thích chào hỏi bạn bè bằng cách nói "Nyanpasū" (Meo meo) - một cụm từ vô nghĩa. Renge chơi trực địch (một nhạc cụ hơi bộ gỗ). Mặc dù Renge hành động đúng theo tuổi của mình, cô bé lại khá nhạy cảm và lập dị. Mỗi câu nói, Renge lại thêm âm "n" thừa ở cuối câu như một động từ. Cô bé là em gái của Hikage và Kazuho.
Koshigaya Natsumi (越谷 夏海 (Việt Cốc Hạ Hải))
Lồng tiếng bởi: Sakura Ayane
Natsumi là học sinh năm nhất cấp hai. Cô cao lớn hơn Komari, chị gái mình. Tính cách nổi loạn và vô tư, cô hay cãi lại mẹ, chơi khăm chị gái và học rất kém.
Koshigaya Komari (越谷 小鞠 (Việt Cốc Tiểu Cúc))
Lồng tiếng bởi: Ayane Sakura
Komari là học sinh trung học năm hai và là chị gái của Natsumi. Cô cố gắng tỏ ra mình là một cô gái đã trưởng thành nhưng thất bại. Cô khá lùn, một sự thật mà Komari liên tục than phiền vì Natsumi hay trêu chọc cô vì chiều cao. Komari có tính cách ngây thơ và nhút nhát, điều mà Natsumi thường lợi dụng để lừa cô.

### Nhân vật phụ
Koshigaya Suguru (越谷 卓 (Việt Cốc Trác))
Lồng tiếng bởi: Chikahiro Kobayashi (tiếng Nhật), Tên màu xám bạc hà (tiếng Việt)
Suguru là học sinh trung học năm thứ ba và là anh trai của Tsumi và Komari. Anh không thích mở mồm nói và rất ít khi hiện diện ngoài việc thỉnh thoảng làm nền trong phim.
Miyauchi Kazuho (宮内 一穂 (Cung Nội Nhất Tuệ))
Lồng tiếng bởi: Nazuka Kaori
Kazuho là chị gái của Renge và cũng là giáo viên duy nhất của trường địa phương. Cô là sinh viên 24 tuổi tốt nghiệp trường Asahigaoka. Kazuho rất thích ngủ vì hầu hết mọi học sinh về cơ bản đều học một mình trong lớp do các lớp khác nhau nên cô có thể dành thời gian trong lớp để ngủ trưa.
Kagayama Kaede (加賀山 楓 (Gia Hạ Sơn Phong))
Lồng tiếng bởi: Satō Rina
Kaede là một sinh viên 20 tuổi tốt nghiệp trường Asahigaoka, và đang điều hành một cửa hàng kẹo ở địa phương. Do đó mà các nhân vật khác (đặc biệt là Renge) gọi cô ấy là "Dagashi-ya" (駄菓子屋 (Đà quả tử ốc) Cửa hàng bánh kẹo). Cửa hàng của Kaede cũng kinh doanh dịch vụ cho thuê đồ trượt tuyết và đặt hàng qua thư. Kaede rất quan tâm tới Renge vì đã chăm sóc cô bé khi mới chỉ là em bé.
Miyauchi Hikage (宮内 ひかげ (Cung Nội Nhật Ảnh))
Lồng tiếng bởi: Fukuen Misato
Hikage là chị gái của Renge, một học sinh trung học năm nhất đang học ở Tokyo. Cô cũng tốt nghiệp trường Asahigaoka. Hikage cũng xuất hiện trong một tác phẩm khác của tác giả là Koakuma Meringue (こあくまメレンゲ). Khi trở về làng, cô luôn cố gắng gây ấn tượng với chị em bạn bè bằng phong cách hợp thời trang và "gái thành phố" của mình, chỉ để vượt qua Hotaru vì cô nghĩ Hotaru là "gái thành phố" hơn cả cô.
Koshigaya Yukiko (越谷 雪子 (Việt Cốc Tuyết Tử))
Lồng tiếng bởi: Shintani Ryōko
Yukiko là mẹ của Natsumi, Komari và Suguru. Cô rất nghiêm khắc, đặc biệt là với Natsumi - một đứa con gái sống buông thả. Yukiko cũng tốt nghiệp trường Asahigaoka. Khi còn là sinh viên, cô đã chăm sóc Kazuho như Kaede đã làm với Renge khi cô còn nhỏ (theo tác giả trong lời bạt).
Fujimiya Konomi (富士宮 このみ (Phú Sĩ Cung Mộc Nãi Mỹ))
Lồng tiếng bởi: Shintani Ryōko
Konomi tốt nghiệp trường Asahigaoka sống cạnh nhà Koshigaya. Cô ấy là học sinh năm ba của một trường trung học gần đó.
Ishikawa Honoka (石川 ほのか (Thạch Xuyên Tuệ Nãi Hương))
Lồng tiếng bởi: Takagaki Ayahi
Honoka là một học sinh lớp một đến thăm bà của mình trong kì nghỉ hè và trở thành bạn của Renge. Cô cũng xuất hiện trong tác phẩm khác của tác giả là Toko-toko (とことこ).
Niizato Aoi (新里 あおい (Tân Lý Quỳ))
Lồng tiếng bởi: Shimoji Shino
Aoi là một học sinh trung học năm nhất sống ở Okinawa và làm việc tại nhà trọ của gia đình. Là thành viên câu lạc bộ cầu lông của trường, cô nhanh chóng kết bạn với Natsumi hơn tuổi, cùng sở thích với môn thể thao này.
Shiori (しおり (San))
Lồng tiếng bởi: Kuno Misaki
Shiori là con gái của một sĩ quan cảnh sát giao phiên, kém Renge một tuổi.
Shinoda Akane (篠田 あかね (Tiểu Điền Thiến))
Lồng tiếng bởi: Tanaka Aimi
Akane là học sinh trung học năm nhất, học lớp 12 của Konomi, phụ trách bộ môn thổi sáo trong câu lạc bộ ban nhạc kèn đồng.

## Truyền thông

### Manga
Manga của Atto được đăng dài kỳ trên tạp chí Comic Alive của Media Factory từ số tháng 11 năm 2009, bán ra ngày 26 tháng 9 năm 2009 đến số tháng 4 năm 2021, bán ra ngày 26 tháng 2 năm 2021, và đã có tới 120 chương. Sê-ri xuất bản thành 16 tập tankōbon từ ngày 29 tháng 6 năm 2015 đến ngày 23 tháng 3 năm 2021. Seven Seas Entertainment xuất bản bộ truyện này ở Bắc Mĩ. Vào tháng 5 năm 2021, một manga phụ ngắn có tựa đề Non Non Biyori: Remember cũng bắt đầu được đăng nhiều kỳ.

### Anime
Một bộ phim truyền hình chuyển thể anime dài 12 tập, do Silver Link sản xuất và Shinya Kawatsura đạo diễn, được phát sóng tại Nhật Bản từ ngày 8 tháng 10 đến ngày 24 tháng 12 năm 2013 và được Crunchyroll phát sóng. Một tập phim hoạt hình gốc (OVA) được đính kèm với tập manga thứ bảy phát hành vào ngày 23 tháng 7 năm 2014, và một tập OVA khác được đính kèm với tập manga thứ mười vào ngày 23 tháng 9 năm 2016. OVA thứ ba sẽ được đính kèm với tập truyện tranh Non Non Biyori Remember tương ứng vào ngày 23 tháng 3 năm 2022. Nhạc mở đầu là "Nanairo Biyori" (なないろびより, Rainbow-colored Weather) của Nano Ripe và nhạc kết thúc, được sáng tác của Zaq , là "Non Non Biyori" (のんのん日和) do Rie Murakawa, Ayane Sakura, Kana Asumi và Kotori Koiwai trình bày. Bộ phim được cấp phép ở Bắc Mỹ bởi Sentai Filmworks và MVM Entertainment ở Vương quốc Anh. 
Mùa thứ hai, Non Non Biyori Repeat, được phát sóng tại Nhật Bản từ ngày 7 tháng 7 đến ngày 22 tháng 9 năm 2015. Bài hát mở đầu là "Kodama Kotodama" (こだまことだま, Echoing Words) của Nano Ripe và bài hát kết thúc là "Okaeri " (おかえり, Welcome Home) của Murakawa, Sakura, Asumi và Koiwai.
Một bộ phim anime, có tựa đề Non Non Biyori Vacation, được công chiếu vào ngày 25 tháng 8 năm 2018, với dàn nhân viên và dàn diễn viên trong bộ anime sẽ quay trở lại đảm nhận vai diễn của họ. Bài hát chủ đề mở đầu phim là "Ao no Rakugaki" (あおのらくがき, Blue Graffiti) của Nano Ripe,  và bài hát chủ đề kết thúc là "Omoide" (おもいで, Memories) do Zaq sáng tác và Murakawa trình bày, Sakura, Asumi và Koiwai. 
Mùa thứ ba, Non Non Biyori Nonstop, được phát sóng từ ngày 11 tháng 1 đến ngày 29 tháng 3 năm 2021. Dàn nhân sự và dàn diễn viên của hai bộ anime đầu tiên sẽ đảm nhận vai trò của họ trong phần này. Nhạc mở đầu là "Tsugihagi Moyō" (つぎはぎもよう, Patchwork Pattern) của Nano Ripe và nhạc kết thúc là "Tadaima" (ただいま, I'm Home) của Murakawa, Sakura, Asumi và Koiwai. Mùa thứ ba kéo dài 12 tập. 

## Đón nhận
Tính đến tháng 12 năm 2015, manga đã bán ra được hơn 1,3 triệu bản.